# Бафра (околия)
Околия Бафра (на турски: Bafra ilçesi) е околия, разположена във вилает Самсун, Турция, южно от Черно море. Общата й площ е 1444,056 км2. Според оценки на Статистическия институт на Турция през 2019 г. населението на околията е 142 761 души. Административен център е град Бафра.
В околията има 10 селища, които са с предимно българи – мюсюлмани (помаци), това са селата – Агждаалан, Асар, Дедели, Еникьой, Йералтъ, Капъкая, Кузалан, Селемелик, Сюрмели и Чамалтъ.
Основни етнически групи в град Бафра са турци, албанци и българи – мюсюлмани (с произход от Воденско, днешна Гърция).